# Grad Bredevoort
Grad Bredevoort je bil grad v osrčju istoimenskega mesta in nekdanjega gospostva Bredevoort v grofiji Zutphen vojvodine Gelders. Najzgodnejša znana omemba izhaja iz leta 1188, ko je bil grad tistega leta dodan na seznam premoženja kölnske škofije. Grad Bredevoort je bil eden najpomembnejših gradov v Gelderlandu in je bil središče konfliktov med Grofija Geldersko  in Knezoškofija Münster, zlasti v 14. stoletju. Grad je bil močno poškodovan zaradi eksplozije smodniškega stolpa leta 1646. Kasneje je grad kot ruševina obvladoval mestno podobo več kot 150 let do konca 18. stoletja. Zadnja znana omemba vidne ruševine je iz leta 1791 v zapisniku cerkvenega sveta v Bredevoortu, ko si je Viljem V. ogledal ostanke med svojim obiskom v Bredevoortu. Glavna stavba (brez zunanjega obora, okroglih in obročastih zidov) je merila približno 42 x 36 metrov  zaradi česar je bil eden večjih gradov na Nizozemskem.

## Zgodovina
Grad je prvič omenjen leta 1188 na seznamu premoženja kölnske škofije kot »castrum Breidervort«. Grad je bil v tistem času sporen kraj in je imel zato več lastnikov, kar je povzročilo večstoletni boj za grad. Grof Everhard I. iz Marka je leta 1278 iz maščevanja dokončno uničil grad, nakar je bil grad 23 let v ruševinah. Po letih bitke za Bredevoort med Münstrom in Geldersom je grad leta 1301 končno padel nazaj v roke grofa Hermana II. Lonskega. Škofiji Münstra in Kölna sta morala skupaj plačati obnovo gradu Bredevoort. Po stoletjih bojevanja za grad je münsterski škof  v tem boju obupal in želel mirovna pogajanja. Po letih pogajanj je bil 28. junija 1326 končno podpisan mir. To pomembno pogodbo so podpisala tudi mesta Zutphen, Groenlo, Emmerik in Arnhem. Posledično pride Reinald II. Gelderski v posest lastnine sodišč v Winterswijku, Aaltenu in Dinxperlu ter grofije Bredevoort, s čimer postane območje dokončno del Gelderlanda.

### Katastrofalna eksplozija smodniškega stolpa
Med katastrofalno eksplozijo smodniškega stolpa leta 1646 je strela udarila v stolp smodnika, kar je povzročilo, da je grad eksplodiral in je umrlo 49 ljudi. To je vključevalo sodnega izvršitelja Viljema Haersoltejskega in njegovo družino. Samo enega sina, Antonije, takrat ni bilo doma in je nesrečo preživel. Med to nesrečo je grad propadel; nikoli ni bila obnovljen. Grad je moral kot ruševina obvladovati središče mesta še vsaj 150 let po tem.

## Zunanja podoba gradu Bredevoort
Kako natančno je bil grad videti, ni znano. Na starih zemljevidih se zdi, da je glavni grad tipičen koncentričen grad z dvojnimi jarki, ki vsebujejo debel obročast zid . Zunanji obor s težkimi vogalnimi stolpi, pravokotno grajsko obzidje s štirimi vogalnimi stolpi, od katerih so trije znižani v okrogle . Grad in mesto sta bila ločena z dvojnim jarkom. Dostop do gradu iz mesta je bil po mostu. Morali ste iti skozi dvoje vrat (od katerih so druga vrata imela barbakan ) in nazadnje skozi vratarnico v obzidju, preden ste vstopili na dvorišče. Znotraj gradu je bilo več stavb, ki so obdajale prostorno dvorišče. Risba Jacobusa Craandijka iz leta 1882 prikazuje sliko, ki morda temelji na starejši sliki ali opisu. Navsezadnje je bil grad v času Craandijka izginuli že več kot 200 let. Craandijkova risba prikazuje kvadratni grad z jarkom tipa Muiderslot. Ni mogoče z gotovostjo trditi, da je grad Bredevoort dejansko izgledal tako ali pa je bil morda uničen grad izpred leta 1278.

## Temelji
Danes ostanki gradu v obliki temeljev, obokov, predorov in ruševin tega gradu ležijo pod in okoli trga 't Zand in Hozenstraat v središču mesta. Aprila in maja 2009 je bil v okviru arheoloških raziskav okoli šole na 't Zandu odkrit manjši del temeljev. Najdeni so ostanki zidov debeline od 2,5 do 4 metre. Temelje barbakana so našli na trgu 't Zand. Obrisi te vratarnice so vidno označeni na trgu z medeninastimi pasovi.
- Panorama Bredevoorta z gradom na levi
- Dvorana, J. Crandijk
- Grad Breevoort J.Craandijk
- Grajski kamni, 2009